# Lepilemur randrianasoloi
Lepilemur randrianasoloi is een zoogdier uit de familie van de wezelmaki's (Lepilemuridae). De wetenschappelijke naam van de soort werd voor het eerst beschreven in 2006, maar werd pas in 2017 geldig gepubliceerd door Andriaholinirina et al.

## Kenmerken
Deze soort is waarschijnlijk het nauwste verwant aan Lepilemur aeeclis en de roodstaartwezelmaki (L. ruficaudatus), die hetzelfde karyotype (20 chromosomen) hebben. L. randrianasoloi is iets smaller en heeft een smaller, maar iets langer hoofd dan zijn beide verwanten. Ook heeft hij een langere achtervoet dan de roodstaartwezelmaki. Het DNA lijkt het meeste op dat van L. aeeclis.

## Verspreiding
Deze soort komt voor in Andramasay en Bemaraha in het westen van Madagaskar. Waarschijnlijk leeft hij tussen de rivieren Tsiribihina en Manambaho of Mahavavy-Sud.

## Naamgeving
De soort is genoemd naar wijlen Georges Randrianasolo, die bij heeft gedragen aan de taxonomie van de wezelmaki's.
Lepilemur aeeclis · Lepilemur ahmansoni · Lepilemur ankaranensis · Lepilemur betsileo · Grijsrugwezelmaki (Lepilemur dorsalis) · Milne-Edwards wezelmaki (Lepilemur edwardsi) · Lepilemur fleuretae · Lepilemur grewcocki · Lepilemur hollandorum · Lepilemur hubbardi · Lepilemur jamesi · Witvoetwezelmaki (Lepilemur leucopus) · Kleintandwezelmaki (Lepilemur microdon) · Lepilemur milanoii · Grote wezelmaki (Lepilemur mustelinus) · Lepilemur otto · Lepilemur petteri · Lepilemur randrianasoloi · Roodstaartwezelmaki (Lepilemur ruficaudatus) · Lepilemur sahamalaza · Lepilemur scottorum · Lepilemur seali · Noordelijke wezelmaki (Lepilemur septentrionalis) · Lepilemur tymerlachsoni · Lepilemur wrighti